# Lycaena napaea
Lycaena napaea är en fjärilsart som beskrevs av Grum-grshimailo 1891. Lycaena napaea ingår i släktet Lycaena och familjen juvelvingar. Inga underarter finns listade i Catalogue of Life.